# Kunstkamera
O Kunstkamera (ou Kunstkammer, em russo: Кунсткамера) foi o primeiro museu na Rússia. Estabelecido por Pedro, o Grande e terminado em 1727, o edifício de Kunstkammer hospeda o Museu Pedro o Grande de Antropologia e Etnografia, com um acervo de quase 2.000.000 itens. Ele está localizado no Pantanal Universitetskaya em São Petersburgo, de frente para o Palácio de Inverno.